# Как удержаться на плаву
«Как удержаться на плаву» (англ. Head Above Water) — комедийный триллер режиссёра Джима Уилсона. Премьера состоялась 7 ноября 1996 г.

## Сюжет
Средних лет судья Джордж освободил от ответственности за некие "вредные превычки"
на 20-лет себя моложе  девушку  Натали.
В благодарность Натали полюбила Джоржа, пригласила отдохнуть на уединенный остров в свой дом, видимо доставшийся ей от своих родителей, где прошло ее детство. 
Росла Натали  на острове вместе с другом детства и ровесником Лансом, проживающим по соседству, кто и присматривает за домом Натали в ее отсутствие, надо полагать во время отсидок.
  Кент (Билли Зейн), бой-френд Натали и, надо полагать  подельник, оставленный Натали ради пожилого судьи, соскучился по Натали, украл в порту шлюпку с подвесным мотором и отправился на остров в гости к Натали и к ее странному новому другу пожилому судье Джоржу.
Натали незадолго до прибытия Кента проводила катер  с экипажем из судьи Джоржа и  соседа Ланса на морскую рыбалку, и теперь бесцельно слоняясь по дому страдала, преодолевая в одиночестве тягу к таблеткам.
Кент кое-как догреб до острова на веслах, так как в конце пути руль-мотор на шлюпке заглох и Кент его от злости выбросил. 
Натали несказанно обрадовалась Кенту, но не подала виду, опасаясь ревности судьи.
Тем не менее продрогший Кент  выпил какую-то жидкость из распечатанной бутылки с этикеткой виски, разделся, прилег и уснул.
Приплывший с рыбалки судья увидел спящего парня Натали, надо полагать знакомого ему по суду над Натали, и после непродолжительного скандала с Натали попытался разбудить Кента,
но тот оказался мертв - отравился той ядовитой жидкостью, которую выпил из бутылки, а жидкость в эту бутылку залил, видимо сам не помня того, этот странный судья, и поставил на яд хранение в столовой.
Испугавшись, судья пытается спрятать концы в воду, вернее в бетон:
замуровывает труп Кента в ступеньки, ведущие к смотровой беседке.
За всем этим процессом внимательно наблюдает в бинокль из-за штор своего дома, якобы непричастный к убийству, одиноко живущий сосед Ланс, очевидно страдающий манией неудовлетворенности своего тщательно скрываемого с детства влечения к Натали.

## В главных ролях
- Харви Кейтель — Джордж
- Камерон Диас — Натали Хейли
- Крейг Шиффер — Ланс
- Билли Зейн — Кент